# Uracis siemensi
Uracis siemensi is een libellensoort uit de familie van de korenbouten (Libellulidae), onderorde echte libellen (Anisoptera).
De wetenschappelijke naam Uracis siemensi is voor het eerst geldig gepubliceerd in 1897 door Kirby.